# Arctia sordida
Arctia sordida är en fjärilsart som beskrevs av Smith 1956. Arctia sordida ingår i släktet Arctia och familjen björnspinnare. Inga underarter finns listade i Catalogue of Life.